# 샤 유이팡
샤 유이팡(夏玉芳)은 가토우 쇼우지의 소설 《풀 메탈 패닉!》에 등장하는 등장 인물이다. 성우는 시노하라 에미.

## 프로필
동생인 샤 유이란과 같이 죽는다.